# لیپوفکا (شهرستان سریشفسکی، استان آمور)
لیپوفکا (به لاتین: Lipovka) یک منطقهٔ مسکونی در روسیه است که در استان آمور واقع شده‌است.